# Крени (Ленінградська область)
Крени (рос. Крени) — присілок у Лузькому районі Ленінградської області Російської Федерації.
Населення становить 41 особу. Належить до муніципального утворення Ретюнське сільське поселення.

## Історія
Згідно із законом від 28 вересня 2004 року № 65-оз належить до муніципального утворення Ретюнське сільське поселення.

## Населення
| 1838 | 1862 | 1885 | 1961 | 1997 | 2007 | 2010 |
| ---- | ---- | ---- | ---- | ---- | ---- | ---- |
| 369  | ↘185 | ↘184 | ↘129 | ↘50  | ↘42  | ↘41  |